# Barbara Szlachetka
Barbara Szlachetka (ur. 17 maja 1956 w Łomży, zm. 24 listopada 2005 w Hamburgu) – lekkoatletka polska, ultramaratonka, reprezentantka Polski, rekordzistka świata, wpisana również do Księgi rekordów Guinnessa. Z zawodu była technikiem elektronikiem.

## Życiorys
W dzieciństwie cierpiała na bezwład nóg, groziło jej poruszanie się na wózku inwalidzkim. Udało jej się to zwalczyć, w późniejszym okresie studiowała na wrocławskim AWF. Uczestnictwo w biegach maratońskich rozpoczęła dopiero w wieku 41 lat, 15 listopada 1997 – pobiegła w półmaratonie w Alstertal, Hamburgu. W pełnodystansowym maratonie pobiegła dwa miesiące później w Einzel-Marathon. Miesiąc później pobiegła po raz pierwszy ultramaraton o dystansie 50 km.
W produkcji jest film dokumentujący życiorys i osiągnięcia lekkoatletki.

## Sukcesy i rekordy sportowe
- rekord świata kobiet w 48-godzinnym biegu w hali – 284 km, marzec 2000, Brno
- rekord Europy w 48-godzinnym biegu – 348 km, 2003, Kolonia
- wielokrotna mistrzyni Niemiec
- wielokrotna mistrzyni Polski
- wpisana do Księgi rekordów Guinnessa za:
  - pierwsze 100 maratonów w jak najkrótszym czasie: 1 rok, 11 miesięcy, 9 dni (15 listopada 1997 – 24 października 1999)
  - największą liczbę maratonów podczas roku od przebiegnięcia pierwszego w życiu (15 listopada 1997 do 14 listopada 1998) – 52 maratony (bądź ultramaratony).
- członkini amerykańskiego, angielskiego i niemieckiego 100 Marathon Club

## Walka z chorobą
Od lipca 2004 Barbara Szlachetka zmagała się z rakiem. Pomimo tego wciąż biegała i brała udział w wielu imprezach sportowych. Zmarła 24 listopada 2005 w Hamburgu, gdzie zamieszkiwała.